# Ondřej Fadrny
Ondřej Fadrny (né le 25 septembre 1978 à Brno) est un coureur cycliste tchèque.

## Palmarès
- 1997
  - 2e du championnat de République tchèque sur route
- 1998
  - 10e du championnat d'Europe sur route espoirs
- 1999
  - 1e étape du Tour de Bohême
  - 5e du championnat d'Europe sur route espoirs
- 2000
  - Mémorial Guido Zamperioli
  - 3e du Tour de Slovaquie
  - 8e du championnat d'Europe sur route espoirs
- 2001
  - Medaglia d'Oro Fiera di Sommacampagna
- 2002
  -  Champion de République tchèque sur route
  - Pohar Hlas Ludu
  - 2e du GP ZTS Dubnica nad Váhom
- 2003
  - 2e du championnat de République tchèque sur route
- 2004
  - Mémorial Jozefa Novosada
  - Małopolski Wyścig Górski :
    - Classement général
    - 1re étape

  - Grand Prix Mesta Příbram
- 2005
  - 2e du Mémorial Henryk Łasak

## Classements mondiaux
| Année           | 2005 |
| --------------- | ---- |
| UCI Europe Tour | 156e |